# Globibunus
Globibunus is een geslacht van hooiwagens uit de familie Agoristenidae.
De wetenschappelijke naam Globibunus is voor het eerst geldig gepubliceerd door Roewer in 1912. 

## Soorten
Globibunus is monotypisch en omvat slechts de volgende soort:
- Globibunus rubrofemoratus